# Rossio (metropolitana di Lisbona)
Rossio è una stazione della linea verde della metropolitana di Lisbona.
La stazione è stata inaugurata nel 1963 come stazione della linea blu, ma dal 1998 la stazione serve la linea verde.